# Abu Mançor Almaturidi
Abu Mançor Almaturidi (em persa: أَبُو مَنْصُور ٱلْمَاتُرِيدِيّ; romaniz.: Abū Manṣūr al-Māturīdī; Samarcanda, 853 – Samarcanda, 944) foi um estudioso muçulmano sunita, jurista da escola hanafita, exegeta, reformador e teólogo especulativo conhecido por ser o fundador da escola de teologia islâmica maturidita, que se tornou a escola sunita dominante de teologia islâmica na Ásia Central e mais tarde desfrutou de um status proeminente como a escola teológica preferida tanto do Império Otomano quanto do Império Mogol.